# Урген Цомо
Урген Цомо (1897 – 1961) е изтъкната тибетска ламини, известна като великата дакини на Цурпху (Цурпху Кандро Ченмо). Тя е съпруга на петнадесетия Кармапа Качяб Дордже, считана за еманация на Йеше Цогял, тибетската съпруга на Гуру Ринпоче, който активно разпространява будизма в Тибет през 8 век.

## Биография
Урген Цомо била млада жена, която живеела с родителите си в долината Цурпху, по времето, когато петнадесетият Кармапа вече в напреднала възраст се разболява. Според предсказание, разкрито от Терма Кармапа може да бъде излекуван и животът му удължен, ако вземе за съпруга определена дакини в човешка форма. Термата определяла също мястото, където може да бъде открита тази жена. Освен това Кармапа сънувал мястото, където ще намери момичето и тръгнал да я търси. Урген Цомо била открита в село в долината и официално поканена да дойде в манастира Цурпху, да стане съпруга на Кармапа и да излекува неговата болест. Урген Цомо приела тази покана и с отдаденост се погрижила за Кармапа, като използвала своите сили и способности за да излекува болестта и удължи живота му с много години.
Смята се, че Урген Цомо е еманация на дакини Йеше Цогял, съпруга на Падмасамбхава, основател на старата будистка приемственост на Тибет – Нингма. След смъртта на петнадесетия Кармапа тя се оттегля в ретрит (медитационно уединение) в манастир и става отшелничка. Чрез продължително повтаряне на мантрата на своята практика постига съвършена реализация. Урген Цомо става дълбоко почитана ламини. Признанието към нея е такова, че при специални тържествени поводи и предоставяли трон, същия като на велики лами като „Кхиенце“ и „Конгтрул“. През 1959 Урген Цомо напуска Тибет заедно шестнадесетия Кармапа и се установява в женски манастир в Сиким близо до манастира на Кармапа, където остава до края на живота си. Тулку Урген Ринпоче, който я среща още в Тибет определя Урген Цомо като много специална личност и велика дакини.

## Прераждане
Преди смъртта си Урген Цомо казала на учениците си, че ще се прероди в североизточна Индия. Това предсказание се изпълнява, когато Кандро Ринпоче бива разпозната от шестнадесетия Кармапа Рангджунг Ригпе Дордже като прераждане на великата дакини на Цурпху.
Тя е известна като нейно преподобие Миндролинг Джецун Кандро Ринпоче и широко преподава методите на тибетския будизъм за разлика от своите предшественички. Понастоящем тя е носител на линията Миндролинг и тулку с дхарма връзки както в Кагю, така и в Нингма.